# سوما (شهر)
سوما (به ترکی استانبولی: Soma) شهری است در کشور ترکیه که در استان مانیسا واقع شده است. جمعیت این شهر بر اساس سرشماری سال ۲۰۰۸ میلادی ۷۳٬۰۲۷ نفر و بر اساس برآوردهای سال ۲۰۰۹ میلادی ۷۴٬۱۵۸ نفر می‌باشد.